# Анагаст
Анагаст (на латински: Anagastus, Anagastes, Anagaste, на готски: Ana-gasts, fl. 466-470;) е гот или алан, 469 г. военачалник (magister militum) на Източната Римска империя, който въстава против император Лъв I.
Анагаст е син на Арнегиск (+ 447), който е magister militum per Thracias и колега на Флавий Ардабур Аспар през 440 г.
Анагаст става командир на войските в Тракия през 469 г., разгромява хуните на Денгизих, лично го обезглавява и изпраща главата му на византийския император в Константинопол. През 469 г. обаче, подстрекаван от Аспар (400-471), той вдига метеж срещу императора и завзема няколко укрепления. След преговори бунтът е прекратен безкръвно.